# مغنولية نجمية
ماغنوليا نجمية (الاسم العلمي:Magnolia stellata) هي نوع من النباتات تتبع جنس الماغنوليا من الفصيلة الماغنولية.

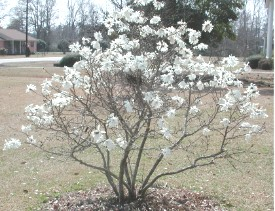
A small Magnolia stellata growing in إرنست همينغوي, South Carolina
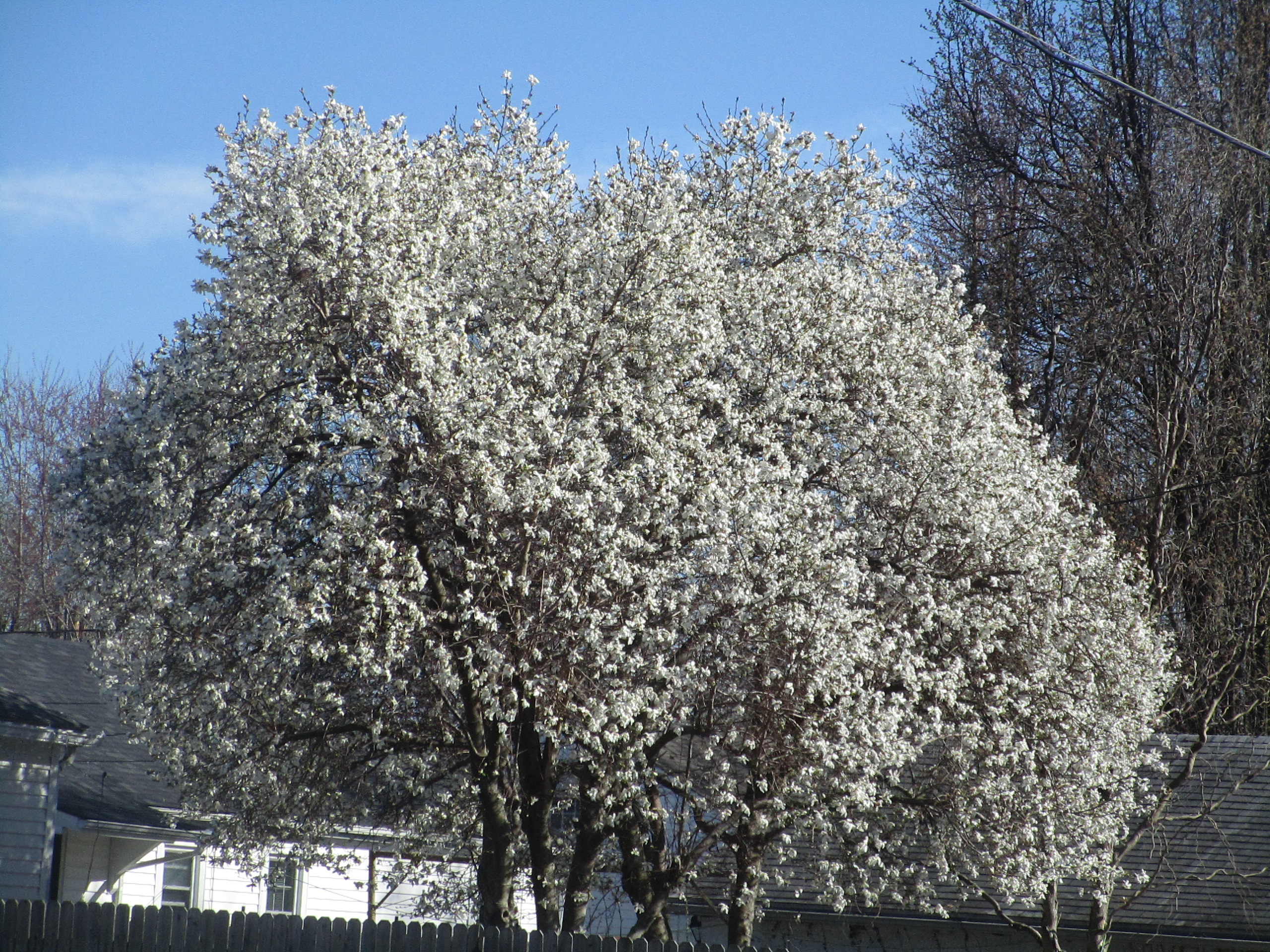
Magnolia stellata in full bloom in أوينسبورو
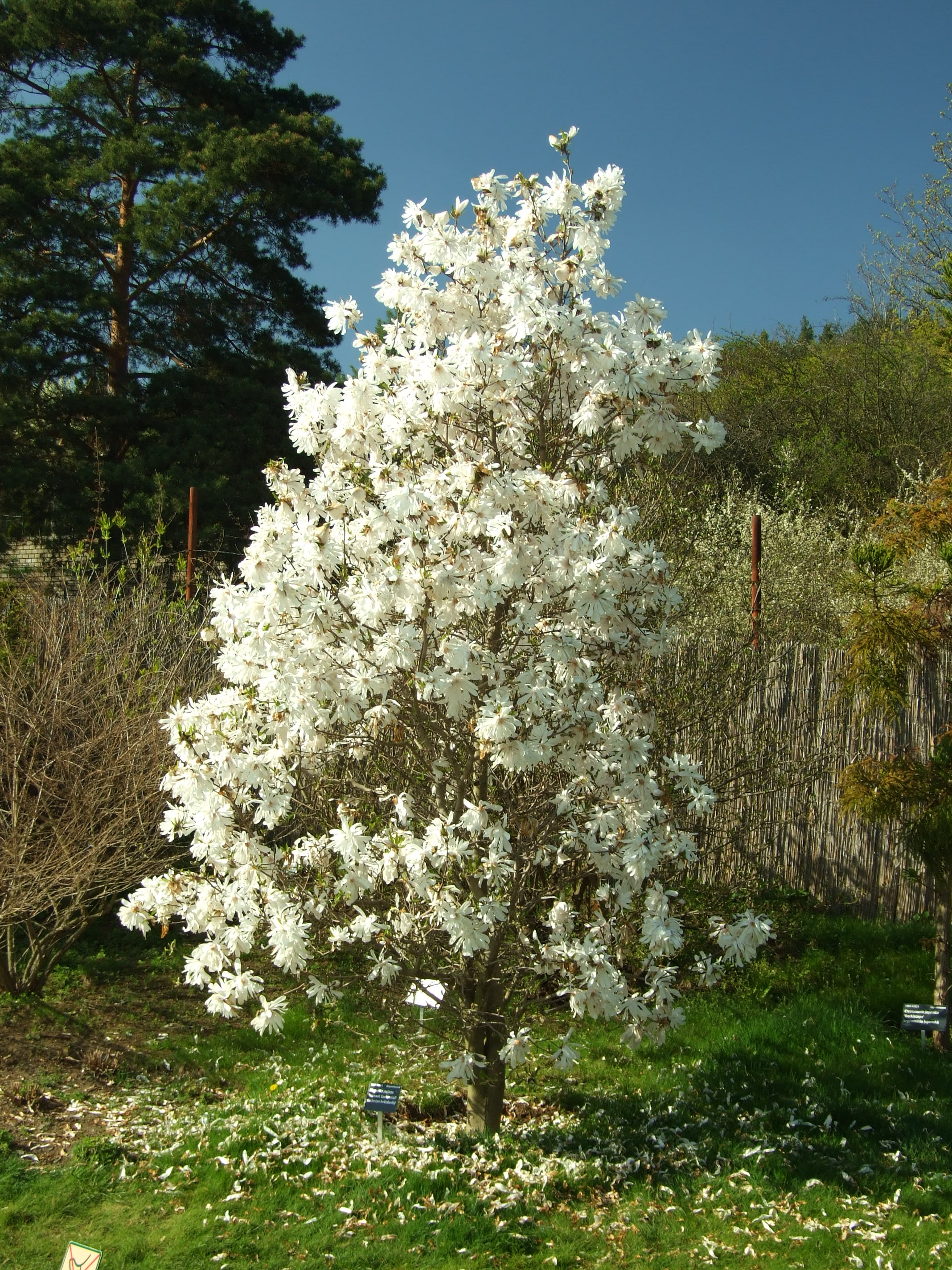
A tree of Magnolia stellata in Prague botanic garden, CZ
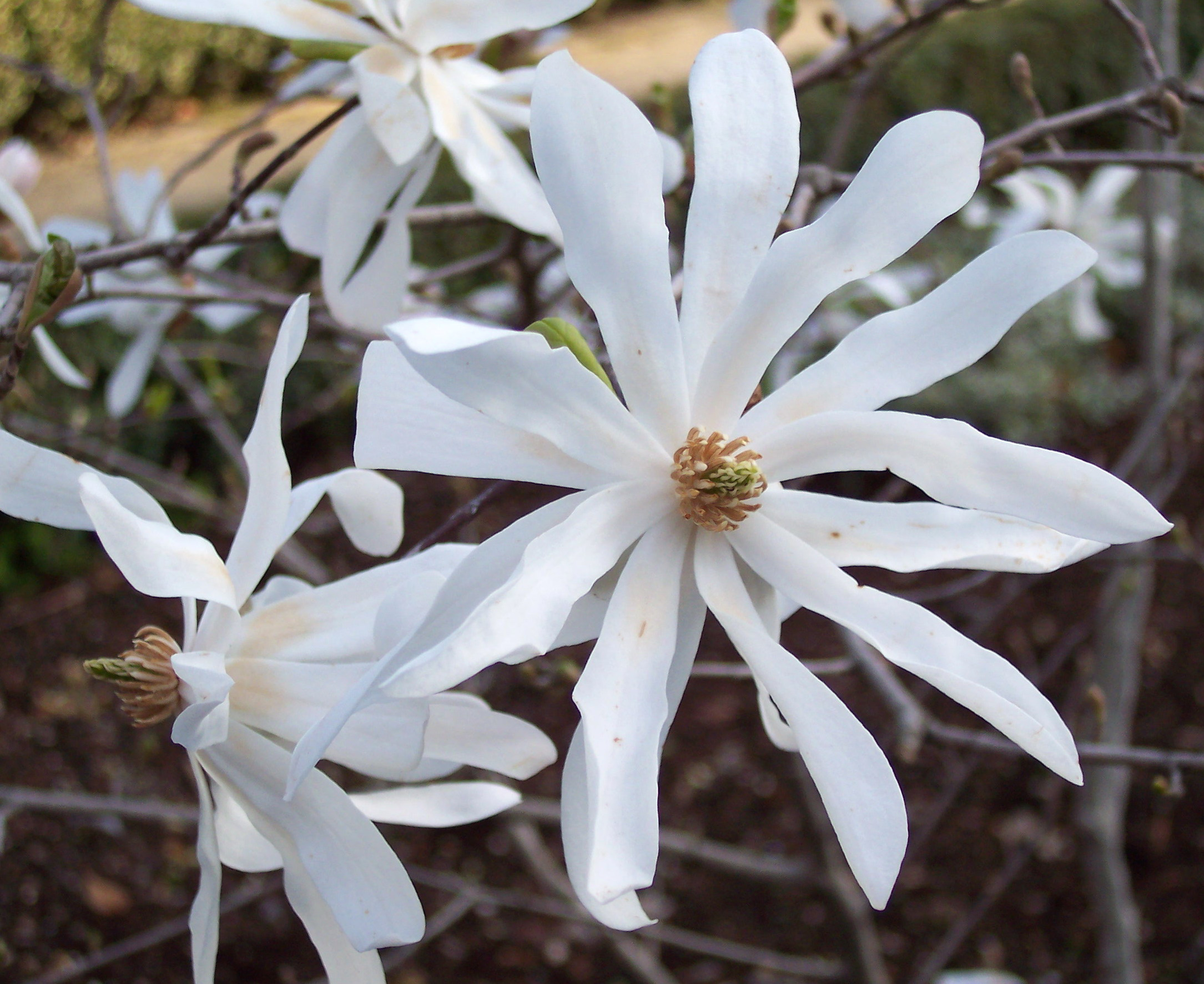
Flower
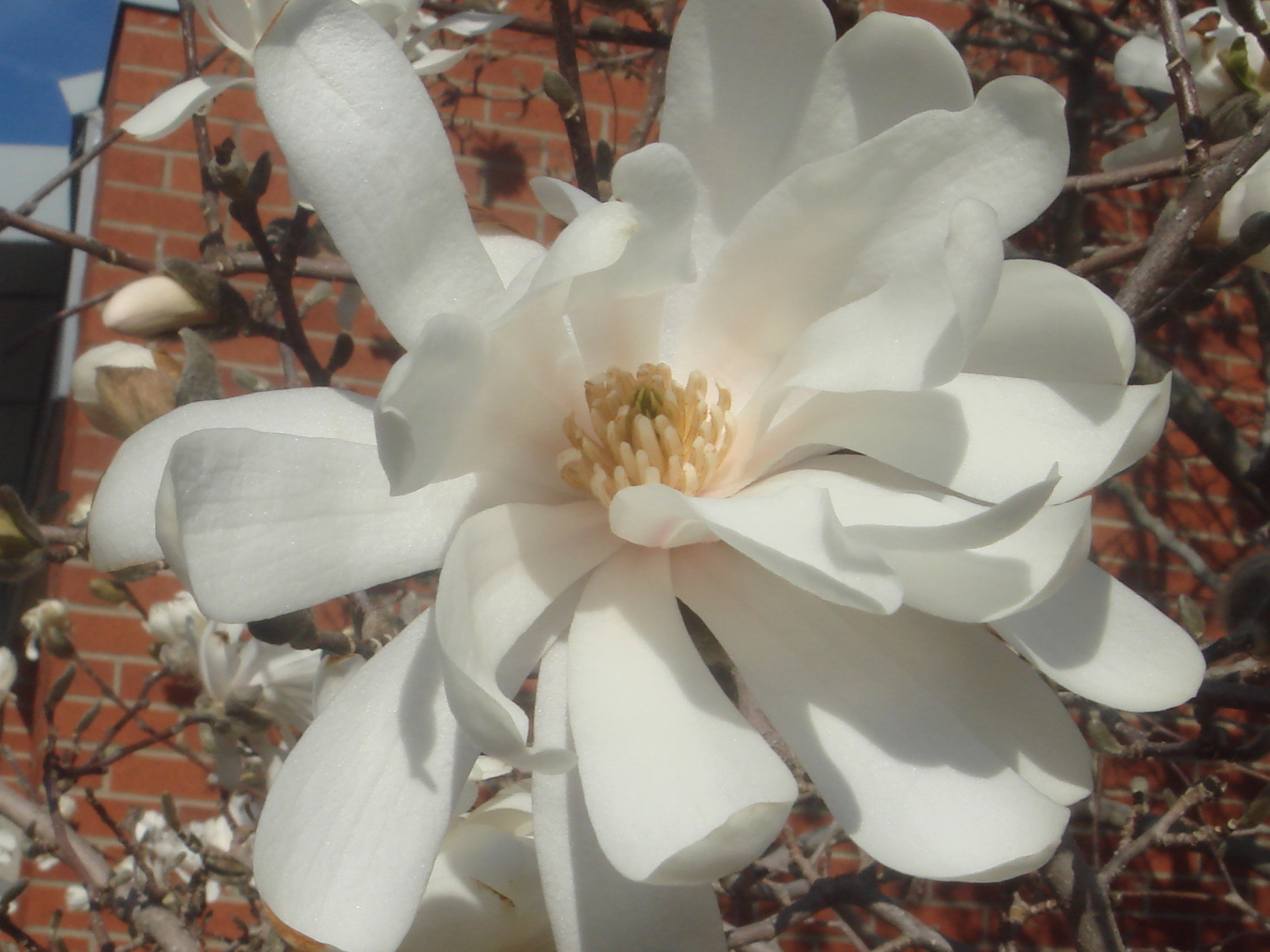
Flower
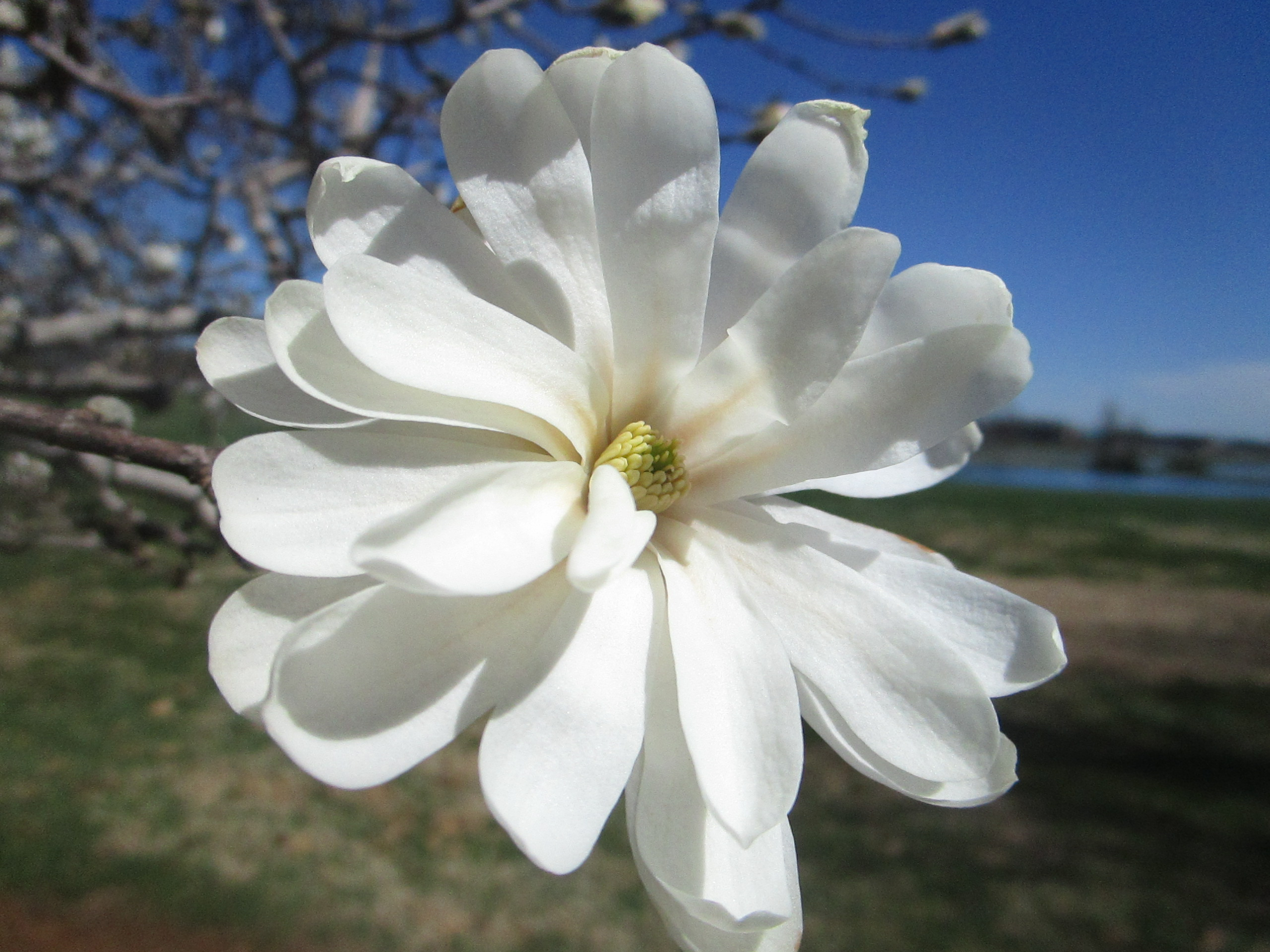
Flower
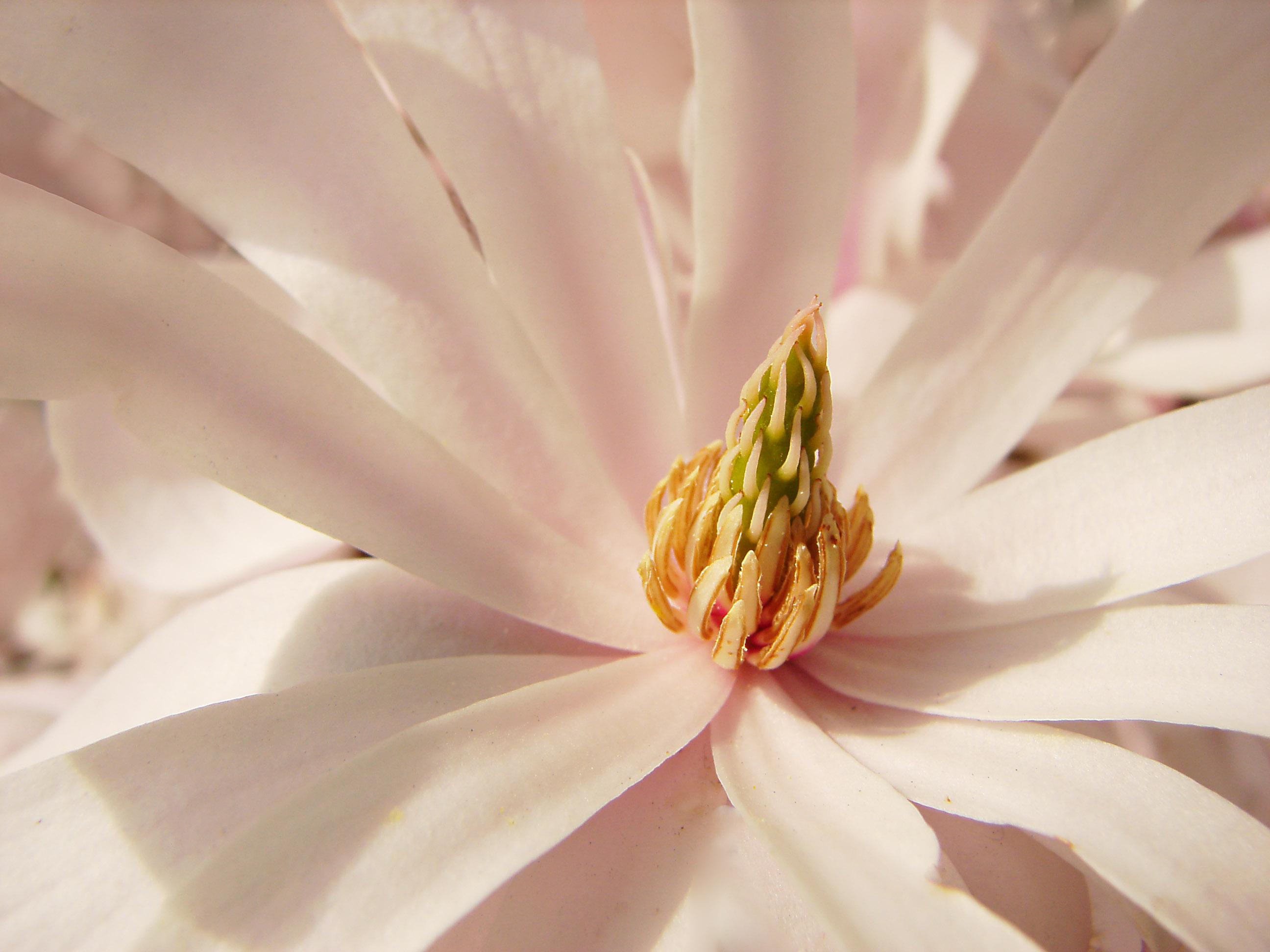
Close-up